# Blerim Kotobelli
Blerim Kotobelli (Skrapar, 10 agosto 1992) è un calciatore albanese, difensore del Teuta.

## Carriera

### Club
Il 1º luglio 2017 viene acquistato a titolo definitivo dalla squadra albanese del Partizani Tirana, con cui firma un contratto biennale con scadenza il 30 giugno 2019.

### Nazionale
Il 14 novembre 2013 fa il suo esordio con la maglia della nazionale albanese Under-21 nella vittoria per 2-0 contro l'Ungheria Under-21.

## Statistiche

### Presenze e reti nei club
Statistiche aggiornate all'11 maggio 2024.
| Stagione        | Squadra           | Campionato      | Campionato | Campionato | Coppe nazionali | Coppe nazionali | Coppe nazionali | Coppe continentali | Coppe continentali | Coppe continentali | Altre coppe | Altre coppe | Altre coppe | Totale | Totale |
| Stagione        | Squadra           | Comp            | Pres       | Reti       | Comp            | Pres            | Reti            | Comp               | Pres               | Reti               | Comp        | Pres        | Reti        | Pres   | Reti   |
| --------------- | ----------------- | --------------- | ---------- | ---------- | --------------- | --------------- | --------------- | ------------------ | ------------------ | ------------------ | ----------- | ----------- | ----------- | ------ | ------ |
| gen.-giu. 2011  | Larissa           | SL              | 0          | 0          | CG              | 0               | 0               | -                  | -                  | -                  | -           | -           | -           | 0      | 0      |
| ago.-ott. 2013  | Olimpik Tirana    | KD              | ?          | ?          | CA              | 2               | 1               | -                  | -                  | -                  | -           | -           | -           | 2+     | 1+     |
| ott. 2013-2014  | Tirana            | KS              | 9          | 0          | CA              | 3               | 0               | -                  | -                  | -                  | -           | -           | -           | 12     | 0      |
| 2014-2015       | Teuta             | KS              | 32         | 2          | CA              | 3               | 0               | -                  | -                  | -                  | -           | -           | -           | 35     | 2      |
| 2015-2016       | Teuta             | KS              | 34         | 0          | CA              | 2               | 0               | -                  | -                  | -                  | -           | -           | -           | 36     | 0      |
| 2016-2017       | Teuta             | KS              | 34         | 1          | CA              | 7               | 0               | UEL                | 2                  | 0                  | -           | -           | -           | 43     | 1      |
| 2017-2018       | Partizani Tirana  | KS              | 25         | 0          | CA              | 4               | 0               | UEL                | 2                  | 0                  | -           | -           | -           | 31     | 0      |
| 2018-2019       | Flamurtari Valona | KS              | 30         | 0          | CA              | 4               | 0               | -                  | -                  | -                  | -           | -           | -           | 34     | 0      |
| 2019-2020       | Kukësi            | KS              | 16         | 0          | CA              | 8               | 0               | UEL                | -                  | -                  | SA          | 1           | 0           | 25     | 0      |
| 2020-2021       | Kukësi            | KS              | 30         | 0          | CA              | 3               | 1               | UEL                | 0                  | 0                  | -           | -           | -           | 33     | 1      |
| Totale Kukësi   | Totale Kukësi     | Totale Kukësi   | 46         | 0          |                 | 11              | 1               |                    | 0                  | 0                  |             | 1           | 0           | 58     | 1      |
| 2021-2022       | Teuta             | KS              | 29         | 0          | CA              | 8               | 0               | UCL+UECL           | 2+4                | 0                  | SA          | 0           | 0           | 43     | 0      |
| 2022-2023       | Teuta             | KS              | 33         | 1          | CA              | 7               | 0               | -                  | -                  | -                  | -           | -           | -           | 40     | 1      |
| 2023-2024       | Teuta             | KS              | 31         | 0          | CA              | 2               | 0               | -                  | -                  | -                  | -           | -           | -           | 33     | 0      |
| Totale Teuta    | Totale Teuta      | Totale Teuta    | 193        | 4          |                 | 29              | 0               |                    | 8                  | 0                  |             | -           | -           | 230    | 4      |
| Totale carriera | Totale carriera   | Totale carriera | 303        | 4          |                 | 53              | 2               |                    | 10                 | 0                  |             | 1           | 0           | 367    | 6      |

### Cronologia presenze e reti in nazionale
| Cronologia completa delle presenze e delle reti in nazionale ― Albania under 21 | Cronologia completa delle presenze e delle reti in nazionale ― Albania under 21 | Cronologia completa delle presenze e delle reti in nazionale ― Albania under 21 | Cronologia completa delle presenze e delle reti in nazionale ― Albania under 21 | Cronologia completa delle presenze e delle reti in nazionale ― Albania under 21 | Cronologia completa delle presenze e delle reti in nazionale ― Albania under 21 | Cronologia completa delle presenze e delle reti in nazionale ― Albania under 21 | Cronologia completa delle presenze e delle reti in nazionale ― Albania under 21 |
| Data                                                                            | Città                                                                           | In casa                                                                         | Risultato                                                                       | Ospiti                                                                          | Competizione                                                                    | Reti                                                                            | Note                                                                            |
| ------------------------------------------------------------------------------- | ------------------------------------------------------------------------------- | ------------------------------------------------------------------------------- | ------------------------------------------------------------------------------- | ------------------------------------------------------------------------------- | ------------------------------------------------------------------------------- | ------------------------------------------------------------------------------- | ------------------------------------------------------------------------------- |
| 14-11-2013                                                                      | Budapest                                                                        | Ungheria under 21                                                               | 0 – 2                                                                           | Albania under 21                                                                | Qual. Europeo Under-21 2015                                                     | -                                                                               |                                                                                 |
| 18-11-2013                                                                      | Elbasan                                                                         | Albania under 21                                                                | 0 – 2                                                                           | Spagna under 21                                                                 | Qual. Europeo Under-21 2015                                                     | -                                                                               | 63’                                                                             |
| Totale                                                                          |                                                                                 | Presenze                                                                        | 2                                                                               |                                                                                 | Reti                                                                            | 0                                                                               |                                                                                 |